# Cành cạch xám
Cành cạch xám (danh pháp hai phần: Hemixos flavala) là một loài chim thuộc họ Chào mào (Pycnonotidae).
Nó được tìm thấy tại Bangladesh, Bhutan, Campuchia, Trung Quốc, Ấn Độ, Indonesia, Lào, Malaysia, Myanma, Nepal, Singapore, Thái Lan và Việt Nam. Môi trường sinh sống tự nhiên của nó là các khu rừng ẩm ướt vùng đất thấp và núi cao cận nhiệt đới và nhiệt đới.
Đôi khi được đưa vào chi Hypsipetes mở rộng với danh pháp Hypsipetes flavalus. Tạo thành siêu loài với H. cinereus và H. castanonotus, và thường được coi là cùng loài, nhưng các khác biệt về hình thái và giọng hót của các đơn vị phân loại hợp thành cho thấy chúng tốt nhất nên được coi là các loài khác về mặt địa lý (allospecies); sự xem xét đầy đủ là cần thiết để xác định mối quan hệ giữa các dạng. Chủng remotus cô lập là sự phân nhánh đủ khác biệt để có thể nâng cấp lên thành loài độc lập. Hiện tại người ta công nhận 5 phân loài.
- H. f. flavala Blyth, 1845 - Đông Himalaya từ miền bắc Ấn Độ (từ Uttar Pradesh về phía đông, bao gồm cả các vùng đồi phía nam Assam) kéo dài về phía đông tới đông nam Tây Tạng, tây bắc Myanma và miền nam Trung Quốc (tây Vân Nam), đông bắc Bangladesh (Sylhet).
- H. f. bourdellei Delacour, 1926 - miền nam Trung Quốc (nam Vân Nam), đông Myanma, đông bắc Thái Lan và bắc & trung Lào.
- H. f. remotus Deignan, 1957 - nam Lào, nam Việt Nam (Trung Bộ) và đông nam Campuchia.
- H. f. hildebrandi Hume, 1874 - nam Myanma và tây Thái Lan.
- H. f. davisoni Hume, 1877 - nam Myanmar (Bắc Tenasserim) và tây nam Thái Lan.

## Hình ảnh

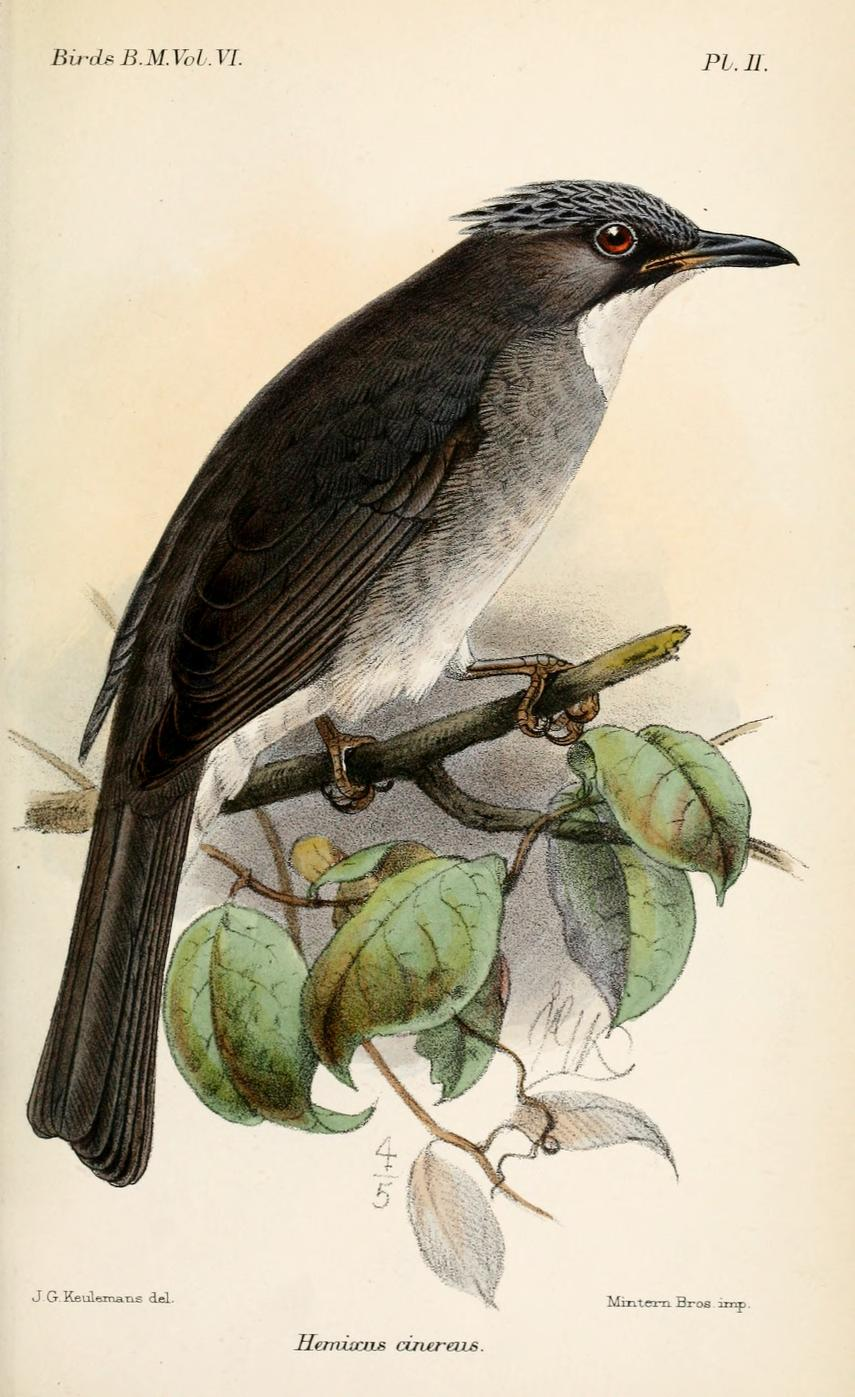
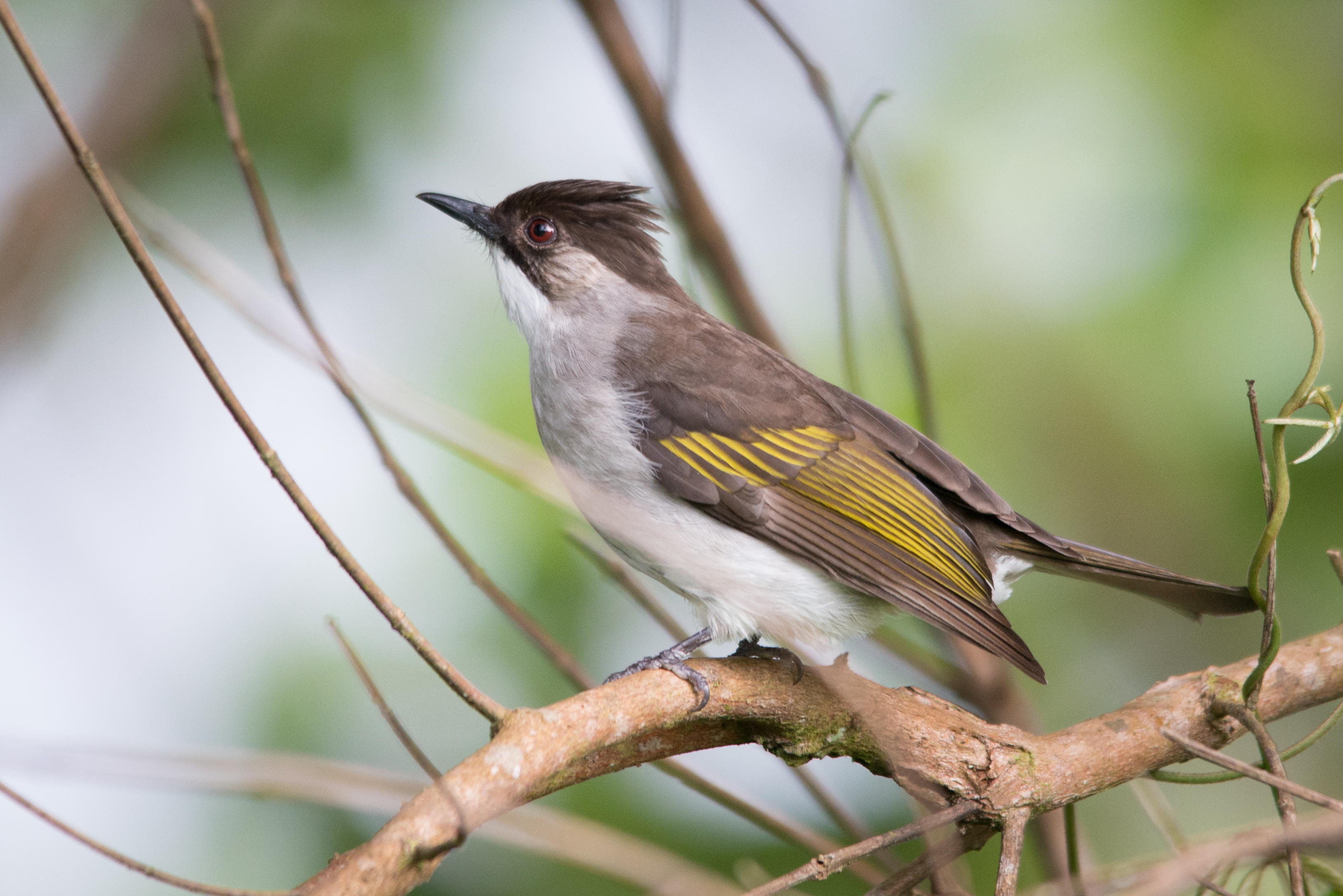
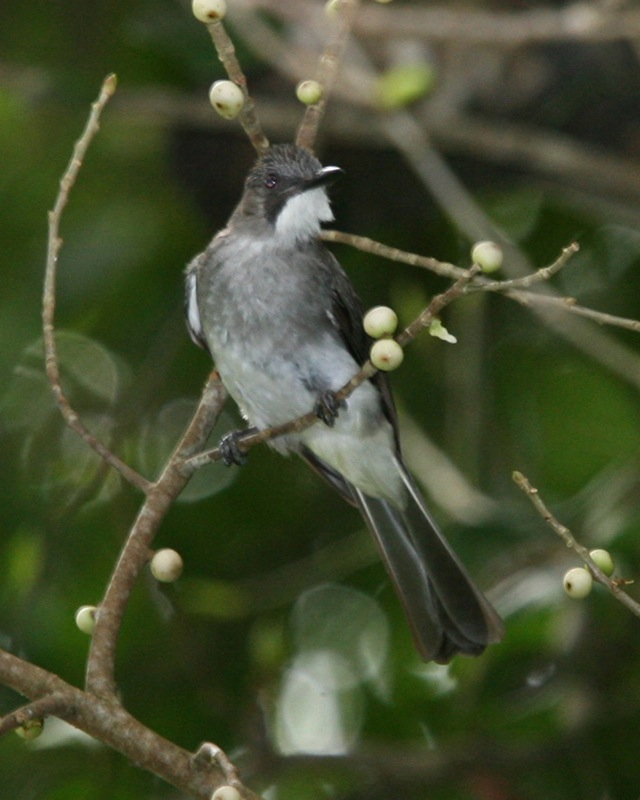